# Тел Вілкенфелд
Тел Вілкенфелд (англ. Tal Wilkenfeld, 2 грудня 1986) — австралійська бас-гітаристка, що стала відомою завдяки виступам з деякими найвідомішими виконавцями рок-музики і джазу. Окрім підтримки виступів Джеффа Бека, Раяна Адамска, Гербі Генкока та інших, вона також була лідером власних епонімічних гуртів, до яких входили Вейн Кранц, Кіт Карлок, Джон Біслі та Джеф «Тейн» Ваттс. У 2008 році Тел Вілкенфелд стала «Відкриттям року» згідно з читацьким голосуванням журналу Bass Player.

## Біографія
Тел Вілкенфельд почала грати на гітарі, коли їй було 14. Через два роки, у 2002-у, вона покинула старшу школу в Сіднеї зі словами «нічого з цього не вийде», й емігрувала до Сполучених Штатів, де вивчала гру на електрогітарі. Через рік переключилася на електричну бас-гітару. Закінчила музичний коледж Лос-Анджелеської музичної академії у 2004 році. Через кілька місяців отримала підтримку від Sadowsky Guitars і присвятила себе створенню гурту й написанню власних пісень. У 2004 році, коли їй було 18, переїхала до Нью-Йорка і почала виступати у джаз-клубах міста.

## Професійна кар'єра
У 2006 році Вілкенфелд вислупила як гість разом з The Allman Brothers Band і записала дебютний альбом Transformation за два дні. 

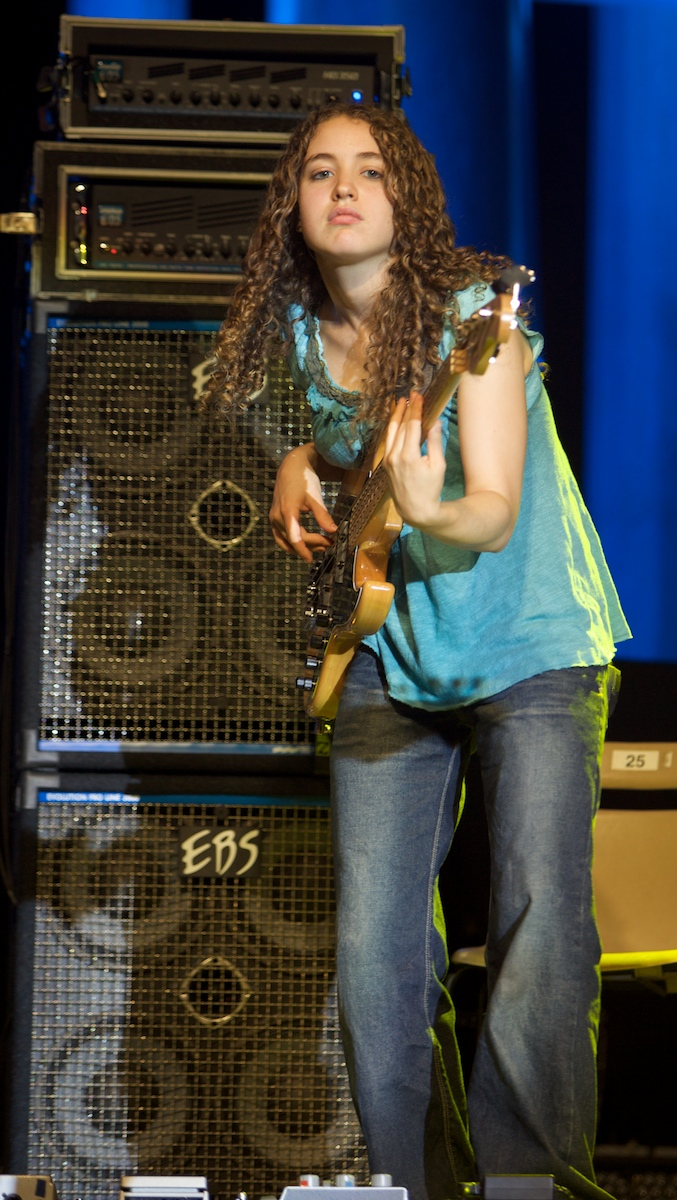
Jazz à Juan tour Джеффа Бека, 15 липня 2009

Дізнавшись, що Чік Коріа шукає басиста для туру, Тел Вілкенфелд надіслала йому демо-записи Transformation. Вона супроводжувала його в турі Австралією на початку 2007 року разом з Френком Ґамбале та Антоніо Санчесом. Через кілька місяців вона приєдналася до Джеффа Бека, Вінні Колаюта та Джейсона Ребелло на літньому європейському турі Бека. Після повернення з Європи група виступила Crossroads Guitar Festival Еріка Клептона у Чикаго перед аудиторією з 40 тисяч людей. У листопаді 2007 року Вілкенфелд знову приєдналася до Бека й інших на тижневі виступи у Ronnie Scott's Jazz Club у Лондоні. 

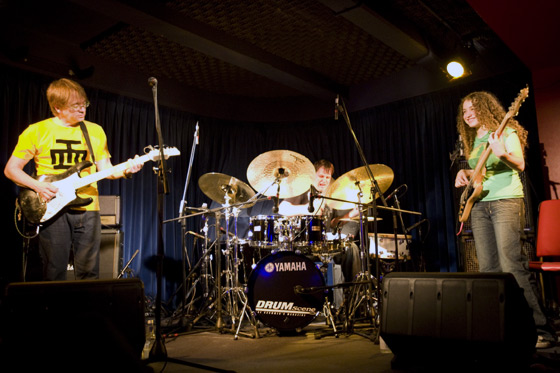
The Tal Wilkenfeld Trio, листопад 2008
Зліва направо: Кранц, Карлок, Вілкенфелд

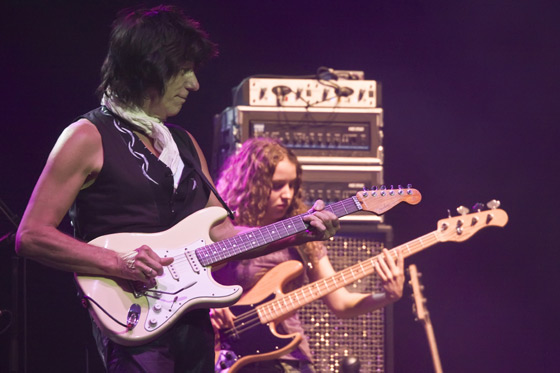
Без та Вілкенфелд під час 2007 Crossroads Guitar Festival в Чикаго

У 2008 році Вілкенфелд приєдналася до Кранца у Лос-Анджелесі перед початком туру в Австралії з Кранцом і Карлоком восени (після повернення вони записали виступ для Bass Player LIVE! 2008). У липня разом з Джеффом Беком вона виступила на концерті на честь Джорджа Мартіна у Лос-Анджелесі. Також з'явилася на 20-му Щорічному різдвяному джемі Воррена Гейна разом з The Allman Brothers Band.
На початку 2009 року Вілкенфелд гастролювала Австралією та Японією з Беком, який дуже позитивно про неї відгукується. Далі були гастролі у США.
Між турами Японією й Америкою, Вілкенфелд виступала разом із The Roots на Late Night with Jimmy Fallon, а тоді долучилася до літніх гастролей Бека Європою, Канадою та ВБ. У Великій Британії був спеціальний виступ з Девідом Гілмором у Royal Albert Hall.
У жовтні Вілкенфелд з Беком виступали у Медісон-сквер-гарден на дводенному концерті з нагоди 25-ї річниці Зали слави рок-н-ролу. Серед запрошених виконавців були також Бадді Гай з піснею «Let Me Love You Baby», Стінг з «People Get Ready» та Біллі Ґіббонс із «Foxey Lady». У 2010 році було випущено 25th Anniversary Rock and Roll Hall Of Fame Concerts DVD із цими виступами. Вілкенфелд з'являється також у чотирьох композиціях альбому Бека Emotion & Commotion.
Після трьох років виступів з Беком, Тел Вілкенфелд повертається до написання пісень і записів соло. Під час роботи у Лос-Анджелесі її попросили долучитися до The Imagine Project Гербі Генкока у композиціях «A Change is Gonna Come» та «Don't Give Up», до The Sellout Мейсі Грей у «That Man» та до Six String Theory Лі Рітенура у «68», «In your Dreams», «Give Me One Reason» та пісні Гутрі Ґована «Fives», у якій вона виконує соло. 23 травня 2010 року вона з'явилася на ювілейному шоу The Baked Potato з гуртом Стіва Лукатера, а в червні-липні приєдналася до Гербі Генкока на виступах у США, Канаді та Європі на підтримку нового релізу, в якому брала участь. У цьому короткому турі було спеціальне шоу у Карнегі-холі на честь 70-річчя Генкока. Вілкенфелд також виступала з Тревором Ребіном, Гірамом Буллоком, Сьюзен Тереші, Родом Стюартом, Джоном Меєром та Prince.
Вілкенфелд приєдналася до співака кантрі Раяна Адамса як співавтор його останнього студійного альбому, Ryan Adams (2014), і також грала для двох композицій в альбомі Toto Toto XIV. Давала майстер-клас на Bass Player Live 2015, планує у 2015 випустити альбом.

## Дискографія

### Сольний виконавець
- 2007 — Transformation, CD

### З Джеффом Беком
- 2007 — Crossroads Guitar Festival DVD, композиції «Cause We've Ended as Lovers» та «Big Block».
- 2008 — Live at Ronnie Scott's, Jeff Beck CD, DVD, Blu-ray
- 2010 — Emotion & Commotion, Jeff Beck
- 2010 — «The 25th Anniversary Rock & Roll Hall of Fame Concerts» DVD
- 2010 — «Rock and Roll Hall of Fame + Museum Live Legends» DVD
- 2013 — Crossroads Guitar Festival CD DVD Blu-ray

### З Гербі Генкоком
- 2010 — The Imagine Project, Herbie Hancock CD
- 2013 — Experience Montreux, Herbie Hancock Blu-ray 3D

### З Мейсі Грей
- 2010 — The Sellout, Macy Gray CD, композиція «That Man»

### З Джексоном Брауном
- 2012 — Chimes of Freedom: The Songs of Bob Dylan Honoring 50 Years of Amnesty International, композиція Love Minus Zero/No Limit
- 2014 — Standing In The Breach

### З Тревором Ребіном
- 2012 — Jacaranda, Trevor Rabin

### З Вейном Кранцом
- 2012 — Howie 61, Wayne Krantz

### З Лі Рітенуром
- 2010 — 6 String Theory, Lee Ritenour
- 2012 — Rhythm Sessions, Lee Ritenour

### Зі Стівом Лукатером
- 2013 — Transition, Steve Lukather

### З Раяном Адамсом
- 2014 — Ryan Adams, Ryan Adams

### З Тото
- 2015 — Toto XIV, Toto